# Office de radiodiffusion télévision du Mali
L'Office de radiodiffusion télévision nationale du Mali (ORTM) est la société publique de télévision et de radio du Mali.

## Histoire de la chaîne
La chaîne de télévision de la Radiodiffusion télévision du Mali voit le jour le 22 septembre 1983 grâce à une subvention de 2,5 milliards.de francs CFA versée par le gouvernement libyen et son soutien technique. 
Une subvention française de 600 millions de francs CFA, versée en 1984, permit à la Radiodiffusion Télévision du Mali (RTM) de se doter d'équipements modernes (car de reportage, véhicule léger, banc de montage SECAM et ensemble de reportage ENG) et d'étendre la diffusion de la télévision dans les régions de Ségou en 1986, Koulikoro en 1989 et Mopti en 1993. Une dernière subvention de l'OPT (Office des postes et téléphones) permit d'installer un dernier émetteur de 1 kW à Sikasso en 1990.
La loi 92-021 du 5 octobre 1992 a transformé la RTM en Office de radiodiffusion télévision du Mali (ORTM) établissement public à caractère administratif (EPA) doté de la personnalité morale et de l'autonomie de gestion. La chaîne de télévision de la RTM devient alors l'ORTM Télévision nationale.

## Identité visuelle

### Logos

Logo de l'ORTM Télévision nationale de 1992 à mars 2006
Logo de l'ORTM Télévision nationale de mars 2006 à octobre 2021
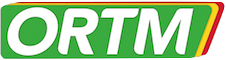
Logo de l'ORTM Télévision nationale depuis octobre 2021

## Organisation

### Dirigeants

#### Directeurs généraux
- Mamadou Tala : 1959 - 1960
- Racine Kane : 1960 - 1968
- Moussa Keita : 1969 - 1971
- Boubacar kassé : 1971 - 1975
- Alphonse Sangan : 1976 - 1979
- Modibo Kane Diallo : 1979
- Younousse Hamèye Dicko : 1979 - 1988
- Nouhoum Traoré : 1988 - 1990
- Mamadou Kaba : 1990 - 1991
- Cheick Hamala Diarra : 1991 - 1993
- Abdoulaye Sidibé : 1993 - 1997
- Sidiki N'fa Konaté : 1997 - 2011
- Bally Idrissa Sissoko : depuis le 18 mai 2011[1] au 20 juin 2012[2].

#### Vice-présidents
- Patrick Le Lay : 15 avril 1987 - 11 octobre 1988
- Étienne Mougeotte : août 1989 - 26 août 2007
- Nonce Paolini : 31 juillet 2008 - 24 août 2008
- Axel Duroux : 15 juin 2009 - 23 octobre 2009

#### Directeur général adjoint
- Sidiki N'fa Konaté : 1993 - 1997
- Baba Nadio

#### Directeurs de la télévision
- Mahamadou Koné

#### Directeur administratif
- Oumar Moussa Traoré

#### Directeur marketing et prestations
- Yacouba Dagnok

### Capital
Le budget 2023 de l’ORTM est de plus de 12 milliards de francs CFA.

## Programmes
Une nouvelle grille des programmes de l'ORTM Télévision nationale a été adoptée le 23 février 2006 permettant aux émissions de commencer à midi au lieu de 14 heures jusque-là. 
L'ORTM Télévision nationale diffuse 80 % de ses informations en français, les 20 % restants sont en langues vernaculaires.
La chaîne diffuse plusieurs feuilletons, tant maliens qu'étrangers.
L'ORTM étant partenaire de Canal France International, certains de ses programmes sont issus de la banque de programmes de CFI.
- Programme Journalier

## Diffusion
Diffusée par voie hertzienne, l'ORTM Télévision nationale ne touche aujourd'hui que 15 % du territoire malien et souhaite en couvrir 50 % d'ici 2014.
Elle est également disponible par satellite en Afrique occidentale et par ADSL en France via le bouquet africain sur Freebox TV, Orange TV et SFR.
Depuis juillet 2011, ORTM est en live streaming sur Maliactu.